# Rutebeuf
Rutebeuf (auch Rutebuef oder Rustebués, Schaffenszeit ca. 1250–1285) war ein französischer Schriftsteller. Der Name ist vermutlich ein Spitzname, den Rutebeuf selber ableitete von der Grobheit, mit der er als ein rude bœuf („rüder Ochse“) seine literarischen Attacken führte.

## Leben und Wirken
Er gilt heute als der erste bedeutende Pariser Autor in der französischen Literaturgeschichte. Über seine Biografie sind wir nur vage aus flüchtigen Angaben in seinen Werken informiert. Deren Entstehungsdaten müssen aus ihrem Inhalt und anderen Indizien erschlossen werden. Als Lebensdaten können die Jahre um 1230 bis um 1285 angenommen werden.
Offenbar war Rutebeuf zum Studium, wohl aus der Champagne, nach Paris gekommen, das unter den lange und erfolgreich regierenden Königen Philipp „Augustus“ (1180–1223) und Ludwig dem Heiligen (1226–1270) zum unbestrittenen Macht- und Kulturzentrum Frankreichs aufgestiegen war. Er hatte jedoch, wie er angibt, durch eigene Schuld, nämlich Trunk- und Spielsucht, keinen festen Platz in der Gesellschaft gefunden. Vielmehr führte er, zunehmend pessimistisch und verbittert und ständig über seine Armut klagend, eine unsichere Existenz als Auftragsdichter wechselnder Gönner, als Unterhalter mit Text- und Gesangsdarbietungen in den Häusern reicher Leute und vor allem wohl als Spielmann auf Volksfesten.
Als Autor war er sehr vielseitig und betätigte sich in vielen Genres, mit Ausnahme der höfischen Lyrik und des höfischen Romans. Er verfasste Gesellschaftssatiren (z. B. La Bataille des vices contre la vertu), ein Mirakelspiel (Le Miracle de Théophile), Heiligenviten (z. B. Vie de Sainte Marie l’Égyptienne), Fabliaux (Schwänke), eine satirische allegorische Fuchs-Dichtung (Renart le bétourné), persönliche Lyrik, die meist sein Unglück thematisiert (z. B. Le Mariage de Rutebeuf oder La Complainte de Rutebeuf), aber auch gereimte Kreuzzugspropaganda, die die Lethargie der Christen und ihres Führungspersonals anprangert. Ein nicht unerheblicher Teil seiner Gedichte, z. B. der Renart, diente ganz oder nebenher der Polemik gegen die jungen Bettelorden, die die Volksbelustigungen bekämpften, von denen er und seine Schausteller- und Spielmannskollegen lebten. Allerdings polemisiert er auf einer eher politischen Ebene, indem er den Einfluss der Mönche auf den König und andere Mächtige geißelt und die Heuchelei anprangert, mit der sie, wie er glaubt, ihren Machthunger und ihre Gier kaschieren. Zugleich versuchte er mit seiner Polemik die Professorenschaft der Pariser Universität, der er sich verbunden fühlte, in ihrem Abwehrkampf gegen die Orden zu unterstützen, die an ihren Privilegien teilzuhaben trachteten.
Rutebeuf, der sich nicht zu Unrecht unter Wert gehandelt fühlte, ist eine relativ isolierte, unkonventionell wirkende Stimme in der Literatur seiner Zeit. Er wird von anderen Zeitgenossen kaum erwähnt und hat auch keine Schule gemacht. Der 200 Jahre jüngere François Villon, mit dem er gern verglichen wird, hat vermutlich nichts von ihm gewusst.
Eine repräsentative Auswahl von 17 Poemen Rutebeufs erschien auf Deutsch erst 2017, rund 750 Jahre nach der Schaffenszeit des Dichters, in der Übersetzung von Ralph Dutli. „Rutebeuf, ein urbaner Dichter neuen Typs im Mittelalter, radikal subjektiv und unhöfisch, der von Armut, Verzweiflung, Süchten und Versuchungen berichtet und Einblicke in die marginalen Milieus der verarmten Intellektuellen und Spielleute vorführt. Ein Allrounder der Schreibfeder, zeitkritischer Seiltänzer über existentiellen Abgründen, ein Hiob in den Pariser Straßen. Ein Mahner und Warner vor Falschheit und Heuchelei, vor Geldgier und Geiz.“ (Ralph Dutli)

## Rutebeuf in der zeitgenössischen Populärkultur
Rutebeufs Gedichte inspirierten den Chansonnier Léo Ferré zu seinem Lied Pauvre Rutebeuf (Armer Rutebeuf), das auf seinem Album 8 Chansons Nouvelles (1956) erschien. Er nahm es noch weitere Male auf. Bekannte Cover-Versionen existieren unter anderem von Catherine Sauvage (1956), Joan Baez (1965), Hugues Aufray (1966), Nana Mouskouri (1970) oder Vaya Con Dios (2009).